# Aleksandr Puštov
Aleksandr Puštov (Kaliningrad, 9 maart 1964) is een voormalig profvoetballer uit Estland, die speelde als aanvaller gedurende zijn carrière. Hij kwam onder meer uit voor Tallinna Sadam. Na zijn actieve loopbaan stapte hij het trainersvak in. Puštov heeft ook de Russische nationaliteit.

## Interlandcarrière
Puštov kwam in totaal tien keer (één doelpunt) uit voor de nationale ploeg van Estland in de periode 1992-1993. Hij maakte zijn debuut onder leiding van bondscoach Uno Piir in de eerste officiële interland van het Baltische land sinds de onafhankelijkheid van de Sovjet-Unie: een vriendschappelijk duel op 3 juni 1992 tegen Slovenië (1-1) in Tallinn. Hij nam in dat duel de enige treffer van de Esten voor zijn rekening. Middenvelder Igor Benedejčič maakte de gelijkmaker namens de Slovenen.

## Erelijst
Tallinna Sadam
- Beker van Estland

1996, 1997